# Drum Theatre
I Drum Theatre sono stati una band pop rock/soul/funky britannica (con influenze psichedeliche piuttosto evidenti, soprattutto nel look), che ha conosciuto un brevissimo periodo di intensa popolarità, a metà degli anni ottanta.
I sei componenti della formazione originaria erano: Simon Moore (chitarra), Paul Snook (basso), Patrick Gallagher (tastiere), Gari Tarn (voce), Myles Benedict (percussioni) e Kent Brainerd (tastiere). Altra particolarità della band era quella di firmare le proprie composizioni con lo pseudonimo di «Kentarn», originale crasi ottenuta dall'unione del nome e del cognome di due dei membri del gruppo: Gari Tarn e Kent Brainerd.
Molto popolari furono soprattutto il primo singolo, Eldorado, la loro unica vera hit internazionale, caratterizzata, tra l'altro, da strumenti musicali tipici peruviani, utilizzati, in misura minore, anche nelle produzioni seguenti, sempre comunque incentrate su un uso esteso e accentuato della parte ritmica (non a caso, il nome della band significa appunto «il teatro del tamburo»). Il brano era accompagnato da un videoclip, che fu tra i più trasmessi dell'epoca. Grazie anche a una meticolosa cura del look generale del gruppo, il successo fu tale che i Drum Theatre vennero definiti i nuovi Duran Duran. Dopo il brano d'esordio, furono successivamente pubblicati altri due 45 giri: Living in the Past, che ottenne buoni riscontri, e Home (Is Where the Heart Is), che riscosse minore successo.
A causa di contrasti sulle sonorità maggiormente pop rock da adottare nel primo album e, probabilmente, per opinioni differenti riguardo alla scelta del nuovo look, il gruppo si divise in due tronconi. Soltanto tre dei sei membri iniziali, i due autori Gari Tarn e Kent Brainerd, assieme al bassista Paul Snook, pubblicarono insieme l'unico LP, Everyman, che, dopo una lunga gestazione e una prolungata attesa - uscì a quasi tre anni di distanza dal singolo Eldorado, durante i quali si erano ormai spenti gli echi del grande successo iniziale - si rivelò un flop clamoroso, tanto inaspettato quanto lo era stato il breve successo iniziale (l'unico singolo estratto fu Moving Targets, a lungo ipotizzato come titolo per l'album, che non ebbe alcun successo). Ciononostante, l'unico album della band cosiddetta one-hit wonder britannica è diventato ben presto uno degli articoli musicali più ricercati dai collezionisti di simile materiale raro prodotto da artisti-meteora negli anni ottanta.
Mentre nella madrepatria i Drum Theatre ottennero soltanto un successo minore, divennero, per breve tempo, molto famosi in Europa, in particolare e un po' più a lungo in Italia, dove i primi tre singoli citati furono delle hit di proporzioni inaspettate.

## Discografia
Tutti i brani scritti e prodotti da «Kentarn» (Gari Tarn e Kent Brainerd), tranne Home, prodotto da Kentarn con Gary Langan.

### Singoli
- 1985 - Eldorado (3:48) / Jungle of People (4:11) (Epic)
- 1985 - Living in the Past (3:28) / The Seventh Sign (3:28) (Epic)
- 1986 - Home (Is Where the Heart Is) (4:05) / Now and Forever (3:00) (Epic)
- 1987 - Moving Targets (Epic)

### Album
- 1987 - Everyman (Epic)